# Apple IIe
Az Apple IIe asztali számítógépet az Apple gyárotta és forgalmazta 1983 januárja és 1985 márciusa között 26 hónapon keresztül. Az Apple IIe egyike volt azoknak a számítógépeknek, amelyek az Apple nevet viselték.

## Története

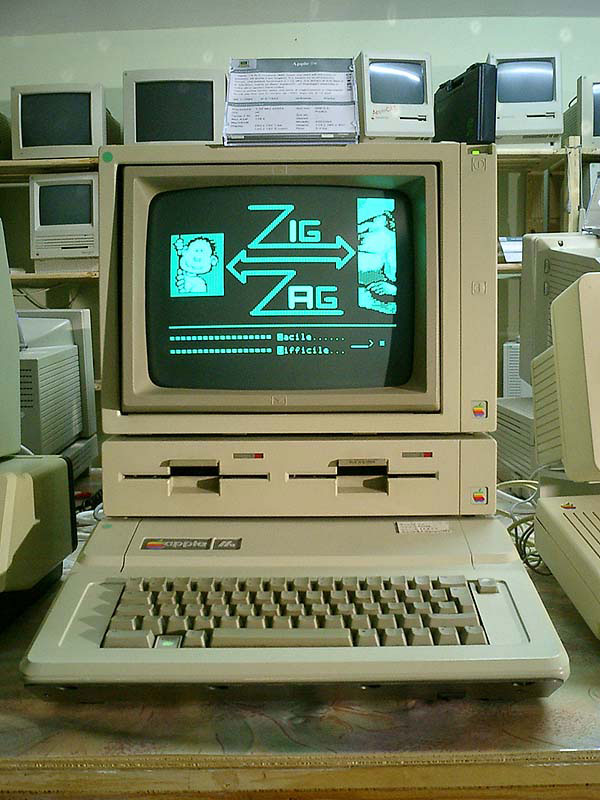
Apple IIe DuoDisk kettős lemezegységgel és Apple Monitor II képernyővel

Az Apple II Plus-t 1983-ban követte az Apple IIe, egy olcsóbb, mégis erősebb gép, amely újabb chipeket használt a komponensek számának csökkentésére és új funkciók hozzáadására, mint például a kis- és nagybetűk megjelenítése. A gépet teljesérékű 64 KiB-os RAM-mal készítették. A IIe RAM-ja úgy lett beállítva, mintha egy 48 KiB-os Apple II Plus lenne nyelvi kártyával. Az Apple IIe volt a valaha épített legnépszerűbb Apple II gép, és széles körben a termékcsalád „igáslovának” tartották. 1983 decemberében 110 000 IIe-t adtak el, ezzel új havi értékesítési csúcsot állított be az Apple gép. 1987 év végéig 231 000 IIe talált gazdára. Ez a gép lett minden idők leghosszabb ideig gyártásban levő Apple számítógépe – csaknem 11 évig gyártották és árulták, kis változtatásokkal. Két variációja volt, az egyik az Apple IIe Enhanced, amelybe újabb chipek kerültek, kiváltva további alkatrészeket, illetve az Apple IIe Platina beépített numerikus billentyűzettel. A 128 KiB RAM-mal rendelkező Enhanced IIe minimumkövetelménynek tekinthető a legtöbb, körülbelül 1988 után kiadott Apple II szoftver futtatásához. Az IIe modelleket 128 KiB memória, DHGR grafikus mód és a 65C02-es CPU különböztette meg a szabványos IIe-től.

## Technikai leírás
A bézs színű gép súlya 5,2 kg, magassága 113 mm, szélessége 387 mm és mélysége 457 mm volt. Az Apple IIe számítógépet egy 1 MHz-es MOS 6502A processzor vezérelte, az 1 MHz-en működő rendszerbusz 8 bites architektúrát szolgált ki. A géphez 63 gombos (kis- és nagybetűs) billentyűzet tartozott. A gépet Apple DOS 3.3 ProDos 8 operációs rendszerrel szállította az Apple. A gép bemutatásakor az alapkiépítésben 64 KiB memóriát tartalmazott, maximálisan 128 KiB kezelésére volt képes a gyári specifikáció szerint, a bővítéshez Memory Expansion Card hely (slot) állt rendelkezésre. A gépet 16 KiB kapacitású ROM-mal szerelték. A számítógépnek nem volt saját kijelzője. Külső megjelenítő csatlakoztatására szolgált egy RCA csatlakozó, a külső megjelenítőn 280×192 (6 színben), 40×18 (15 színben) grafikai vagy 80×24 karakteres felbontás volt elérhető. Az Apple IIe a következő csatlakozási lehetőségeket kínálta: egy 1500 b/s sebességű I/O port, egy GAME I/O (16 pin), egy DE-9, egy RCA, egy audió kimenet. A gép bővíthetőségét szolgálta egy 50 tűs Apple II csatlakozó, és egy 60 érintkezős kiegészítő élcsatlakozó.

## Apple számítógépek technikai adatai
A táblázat nem tartalmazza az összes műszaki paramétert. Az egyes modelleknél a bemutatáskor érvényes adatokat soroljuk fel, a későbbi frissítéseket nem.
| Gépneve bemutatva kivezetve   | Méretmagasság szélesség mélység súlySzín | Processzortípus @órajel architektúra magok száma | Média | Billentyűzet                   | Operációs rendszer     | Memóriaalap (max.) hely ROM                   | Kijelzőmérete felbontása | Grafikakimenet, képpont és szöveg felbontás | Csatlakozókkazetta, játék, kijelző, soros, párhuzamos, hang...                 | Bővíthetőség                                        |
| ----------------------------- | ---------------------------------------- | ------------------------------------------------ | ----- | ------------------------------ | ---------------------- | --------------------------------------------- | ------------------------ | ------------------------------------------- | ------------------------------------------------------------------------------ | --------------------------------------------------- |
| Apple IIe1983 jan. 1985 márc. | 113 mm 387 mm 457 mm 5,2 kg bézs         | MOS 6502A @1 MHz, 8 bit 1 mag                    |       | 63 billentyű (kis-és-nagybetű) | Apple DOS 3.3 ProDos 8 | 64kB, (128kB) Memory Expansion Card slot 16kB |                          | 1xRCA280x192 @6 40x18 @1580x24 kar.         | · 1x I/O @1500b/s · 1x GAME I/O (16 pin) · 1x DE-9 · 1x RCA · 1x audió kimenet | · 1x 50-tűs Apple II csatlakozó · 60-tűs csatlakozó |

## Az Apple számítógépek az időben
| Az Apple számítógépek idővonalon |
| --- |
| |
| A színek kezdete a bemutató időpontja, a forgalmazás több esetben is hónapokkal később kezdődött. Megeshet, hogy egy csík végét kitakarja egy másik csík eleje. Előfordul, hogy a gyártás befejezését követően még egy ideig forgalomban marad a gép adott verziója. Az egyes eszközök technikai paraméterei a MacTracker alkalmazásból származnak. A Macintosh XL azért szerepel a grafikonon, mert technikailag a Lisa 2 utóda, de a neve miatt a Compact Macintosh számítógépek közé szokás besorolni. |